# 6549 Скрябін
6549 Скрябін (6549 Skryabin) — астероїд головного поясу, відкритий 13 серпня 1988 року.
Тіссеранів параметр щодо Юпітера — 3,538.
Названо на честь О. М. Скрябіна (1872—1915) — російського композитора, піаніста, педагога.